# West-Duits voetbalkampioenschap 1930/31
In 1930/31 werd het 24ste voetbalkampioenschap gespeeld dat georganiseerd werd door de West-Duitse voetbalbond.
Fortuna Düsselforf werd kampioen en ook VfB Bielefeld en Meidericher SpV plaatsten zich voor de eindronde om de Duitse landstitel. Meidericher verloor van TSV 1860 München, Bielefeld van Hertha BSC en Düsseldorf van Eintracht Frankfurt.

## Deelnemers aan de eindronde
| Club                             | Gekwalificeerd als               |
| -------------------------------- | -------------------------------- |
| Aachener TuSV Alemannia 1900     | Rijnkampioen                     |
| Rheydter SpV 1905                | Rijnvicekampioen                 |
| Düsseldorfer TSV Fortuna 1895    | Kampioen van Bergisch-Mark       |
| Sportfreunde Schwarz-Weiß Barmen | Vickampioen van Bergisch-Mark    |
| FV 1911 Neuendorf                | Kampioen van Middenrijn          |
| TuS Mayen 1886/1914              | Vicekampioen van Middenrijn      |
| Meidericher SpV 02               | Kampioen van Nederrijn           |
| SpVgg Sterkrade 06/07            | Vicekampioen van Nederrijn       |
| SV Union 1910 Gelsenkirchen      | Kampioen van Ruhr                |
| SV Germania 06 Bochum            | Vicekampioen van Ruhr            |
| VfB 03 Bielefeld                 | Kampioen van Westfalen           |
| SC Borussia 08 Rheine            | Vicekampioen van Westfalen       |
| CSC 03 Kassel                    | Kampioen van Hessen-Hannover     |
| 1. SV Borussia 04 Fulda          | Vicekampioen van Hessen-Hannover |
| SuS Hüsten 09                    | Kampioen van Zuidwestfalen       |
| TuRV Hagen 1872                  | Vicekampioen van Zuidwestfalen   |

## Eindronde

### Vicekampioenen

#### Eerste Ronde
|              |                       |              |                 |            |
| 8 maart 1931 | SpVgg Sterkrade 06/07 | 2 - 1 (n.v.) | TuRV Hagen 1872 | Oberhausen |
| 8 maart 1931 |                       |              |                 | Oberhausen |

|               |                     |       |                                  |         |
| 15 maart 1931 | TuS Mayen 1886/1914 | 1 - 4 | Sportfreunde Schwarz-Weiß Barmen | Neuwied |
| 15 maart 1931 |                     |       |                                  | Neuwied |

|               |                         |              |                   |       |
| 15 maart 1931 | 1. SV Borussia 04 Fulda | 1 - 2 (n.v.) | Rheydter SpV 1905 | Fulda |
| 15 maart 1931 |                         |              |                   | Fulda |

|               |                       |       |                       |                |
| 22 maart 1931 | SC Borussia 08 Rheine | 4 - 2 | SV Germania 06 Bochum | Recklinghausen |
| 22 maart 1931 |                       |       |                       | Recklinghausen |

#### Halve Finale
|               |                   |       |                       |                  |
| 12 april 1931 | Rheydter SpV 1905 | 7 - 1 | SpVgg Sterkrade 06/07 | München-Gladbach |
| 12 april 1931 |                   |       |                       | München-Gladbach |

|               |                                  |       |                       |           |
| 12 april 1931 | Sportfreunde Schwarz-Weiß Barmen | 6 - 2 | SC Borussia 08 Rheine | Wuppertal |
| 12 april 1931 |                                  |       |                       | Wuppertal |

#### Finale
|               |                                  |       |                   |      |
| 19 april 1931 | Sportfreunde Schwarz-Weiß Barmen | 2 - 0 | Rheydter SpV 1905 | Neuß |
| 19 april 1931 |                                  |       |                   | Neuß |

### Kampioenen

#### Noord
| Plaats | Club                        | Wed. | W | G | V | Saldo | Ptn |
| ------ | --------------------------- | ---- | - | - | - | ----- | --- |
| 1.     | VfB 03 Bielefeld            | 3    | 2 | 1 | 0 | 9:4   | 5:1 |
| 2.     | Meidericher SpV 02          | 3    | 1 | 1 | 1 | 4:3   | 3:3 |
| 3.     | SuS Hüsten 09               | 3    | 1 | 0 | 2 | 3:6   | 2:4 |
| 4.     | SV Union 1910 Gelsenkirchen | 3    | 1 | 0 | 2 | 3:6   | 2:4 |

|  | Geplaatst voor finalegroep |

#### Zuid
| Plaats | Club                          | Wed. | W | G | V | Saldo | Ptn |
| ------ | ----------------------------- | ---- | - | - | - | ----- | --- |
| 1.     | Düsseldorfer TSV Fortuna 1895 | 3    | 3 | 0 | 0 | 11:4  | 6:0 |
| 2.     | Aachener TuSV Alemannia 1900  | 3    | 1 | 0 | 2 | 7:6   | 2:4 |
| 3.     | FV 1911 Neuendorf             | 3    | 1 | 0 | 2 | 6:8   | 2:4 |
| 4.     | CSC 03 Kassel                 | 3    | 1 | 0 | 2 | 5:11  | 2:4 |

|  | Geplaatst voor finalegroep |
|  | Play-off voor finalegroep  |

##### Play-off 2de plaats
| Plaats | Club                         | Wed. | W | G | V | Saldo | Ptn |
| ------ | ---------------------------- | ---- | - | - | - | ----- | --- |
| 2.     | Aachener TuSV Alemannia 1900 | 2    | 2 | 0 | 0 | 7:2   | 4:4 |
| 3.     | CSC 03 Kassel                | 2    | 1 | 0 | 1 | 7:6   | 2:2 |
| 4.     | FV 1911 Neuendorf            | 2    | 0 | 0 | 2 | 3:9   | 0:4 |

|  | Geplaatst voor finalegroep |

#### Finalegroep
| Plaats | Club                          | Wed. | W | G | V | Saldo | Ptn |
| ------ | ----------------------------- | ---- | - | - | - | ----- | --- |
| 1.     | Düsseldorfer TSV Fortuna 1895 | 3    | 2 | 1 | 0 | 10:3  | 5:1 |
| 2.     | VfB 03 Bielefeld              | 3    | 1 | 2 | 0 | 9:6   | 4:2 |
| 3.     | Meidericher SpV 02            | 3    | 1 | 1 | 1 | 4:6   | 3:3 |
| 4.     | Aachener TuSV Alemannia 1900  | 3    | 0 | 0 | 3 | 2:10  | 0:6 |

|  | Kampioen, geplaatst voor nationale eindronde |
|  | Geplaatst voor nationale eindronde           |
|  | Play-off derde ticket eindronde              |

### Wedstrijd om derde ticket eindronde
|             |                    |       |                                  |       |
| 10 mei 1931 | Meidericher SpV 02 | 4 - 2 | Sportfreunde Schwarz-Weiß Barmen | Essen |
| 10 mei 1931 |                    |       |                                  | Essen |